# Cloniophorus parvus
Cloniophorus parvus là một loài bọ cánh cứng trong họ Cerambycidae.